# Epigrafi e targhe commemorative a Sassari
Quella che segue è una lista di epigrafi e targhe commemorative della città di Sassari.

## Targhe commemorative
| Immagine | Testo | Posata il        | Posata in                                                       | Descrizione |
| -------- | --- | ---------------- | --------------------------------------------------------------- | --- |
|          | QUI NACQUE EVELINA MAMELI CALVINO 1886 - 1978 SCIENZIATA E ILLUSTRE BOTANICA IL GARDEN CLUB DI SASSARI POSE PER ONORARNE LA MEMORIA ANNO 2013 | 2013             | Piazza Duomo 76                                                 | La targa è stata posta per onorare la nascita di Eva Mameli Calvino, scienziata, matematica, botanica e madre di Italo Calvino |
|          | Qui nacque Enrico Costa STORICO, SCRITTORE e ARTISTA 11 Aprile 1841 26 marzo 1909 In suo ricordo la Città di Sassari Sassari, 26 Marzo 2009 | 26 marzo 2009    | Corso Vittorio Emanuele II 112                                  | La targa è stata posta per onorare la nascita di Enrico Costa, scrittore, poeta, storico, artista e pittore                    |
|          | Qui visse Enrico Costa STORICO, SCRITTORE e ARTISTA 11 Aprile 1841 26 marzo 1909 In suo ricordo la Città di Sassari Sassari, 26 Marzo 2009 | 26 marzo 2009    | Via Cavour 82-84.                                               | La targa è stata posta per onorare la vita di Enrico Costa, scrittore, poeta, storico, artista e pittore                       |
|          | QUI NACQUE DOMENICO ALBERTO AZUNI NELLI 5 AGOSTO 1747 | Agosto 1862      | Casa posta all'angolo tra Via al Duomo e Via Gioacchino Mundula | La targa è stata posta dagli studenti universitari sassaresi per onorare la nascita di Domenico Alberto Azuni, giurista        |
|          | IN QUESTA CASA NACQUE EFISIO TOLA ADDÌ 15 GIUGNO 1803 FIAMMA D'IMMENSO AFFETTO L'INVASE AUSPICE DIO E POPOLO PER L'UNITÀ E LIBERTÀ D'ITALIA DECRETANTE UN CONSIGLIO MARZIALE PIOMBO MILITARE LO SPENSE IN CIAMBERY NEL 12 GIUGNO 1833 LA PATRIA LE ISTORIE RAMMENTINO L'ALTO SACRIFICIO! IL CIRCOLO LA GIOVENTÙ |                  | Palazzo Tola, Piazza Tola 42                                    | La targa è stata posta per onorare la nascita e il sacrifizio di Efisio Tola, patriota italiano, al di sopra di un'altra targa |
|          | NEL PRIMO CENTENARIO DELLA NASCITA E DOPO LXX ANNI DAL SACRIFIZIO AUSPICE L'ASSOCIAZIONE UNIVERSITARIA LA CITTADINANZA SASSARESE TRIBUTAVA SOLENNI ONORANZE XIV GIUGNO MDCCCCIII | 14 giugno 1903   | Palazzo Tola, Piazza Tola 42                                    | La targa è stata posta per onorare la nascita e il sacrifizio di Efisio Tola, patriota italiano, al di sotto di un'altra targa |
|          | |                  | Palazzo d'Usini, Piazza Tola                                    | La targa è stata posta per onorare la vita di Giovanni Maria Angioy, patriota sardo                                            |
|          | QUI NACQUE L'11.4.1885 L'ILLUSTRE CONCITTADINO MARIO SIRONI PITTORE |                  | Via Roma 33                                                     | La targa è stata posta per onorare la nascita di Mario Sironi, pittore italiano                                                |
|          | A SALVATOR RUJU (AGNIRU CANU) CHE CANTÒ SASSARI VECCIA E NOBA DISCIPLINANDONE LA LINGUA NEL PRIMO CENTENARIO DELLA NASCITA IL COMUNE DI SASSARI, 6 MAGGIO 1979 | 6 maggio 1979    | Via del Decimario 14                                            | La targa è stata posta per onorare la nascita di Salvator Ruju, poeta dialettale italiano                                      |
|          | IN QUESTA CASA VISSE ED OPERÒ STANIS DESSY MAESTRO INSIGNE DELL'ARTE INCISORIA ARTISTA E PITTORE ILLUSTRE IL LIONS CLUB DI SASSARI HOST PER ONORARNE LA MEMORIA POSE IL 28 FEBBRAIO 1989 | 28 febbraio 1989 | Palazzo Delitala di Sedilo                                      | La targa è stata posta per onorare la nascita di Stanis Dessy, pittore e incisore italiano                                     |
|          | QUI NACQUE GIUSEPPE BIASI PITTORE 23 10 1885 20 5 1945 SASSARI ANDORNO MICCA IN MEMORIA IL CENTRO ARTE E CULTURA G. BIASI SASSARI 1997 | 1997             | Via Cavour                                                      | La targa è stata posta per onorare la nascita di Giuseppe Biasi, pittore italiano                                              |